# Андерсон Лукокі
 Андерсон-Ленда Лукокі (англ. Anderson-Lenda Lucoqui, нар. 6 липня 1997, Леверкузен, Німеччина) — ангольський футболіст, захисник німецького клубу «Айнтрахт» (Брауншвейг) та національної збірної Анголи.

## Ігрова кар'єра

### Клубна
Андерсон Лукокі народився у Леверкузені. Футболом починав займатися у школі місцевого клубу «Баєр 04» у 2004 році. Пізніше Лукокі займався футболом у школах клубів «Кельн» та «Фортуна» з Дюссельдорфа. Саме у складі останньої захисник і дебютував у дорослому футболі у 2016 році. Але у першій команді «Фортуни» Лукокі провів лише три матчі і тому у 2018 році він приєднався до клубу «Армінія» (Білефельд), підписавши контракт до 2021 року.
28 травня було підтверджено, що з нового сезону гравець виступатиме у складі клубу «Майнц 05».

### Збірна
Андерсон Лукокі починав грати за юнацькі збірну Німеччини (U-20), провівши у її складі шість матчів. Але у вересні 2020 року у товариському матчі проти команди Мозамбіку Лукокі дебютував у складі національної збірної Анголи.